# Gladio hadművelet
A Gladio hadművelet (olaszul:Operazione Gladio) egy fedőnév, amely az Észak-atlanti Szerződés Szervezete (NATO) stay-behind művelete volt Olaszországban a hidegháború alatt. Fő célja az volt, hogy fegyveres ellenállást kezdeményezzen, ha a Varsói Szerződés megtámadná és elfoglalná az országot. Noha a Gladio a NATO stay-behind szervezeteinek elsősorban olaszországi részére utal, a Gladio hadművelet nem hivatalosan érvényes az összes hasonló akcióra. Maga a Gladio név a latin gladius olasz formája, és római rövidkardot jelent.
Stay-behind műveletek több NATO-tagállamban és semleges országban is indultak.
Az amerikai CIA szerepe a Gladióban és tevékenységeinek kiterjedése a hidegháború alatt, valamint bármely kapcsolata a késő hatvanas évektől Olaszországban történt terrorcselekményekhez vita tárgya. Csak Svájc és Belgium kezdeményeztek parlamenti vizsgálatot ez ügyben.

## Története és általános felépítése

### Második világháborús tapasztalatok
Az Egyesült Királyságban Winston Churchill miniszterelnök 1940-ben megalapította a Special Operations Executive (SOE) különosztagot azzal a céllal, hogy segítse az ellenállást a megszállt európai területeken. A Guardian lapnak dolgozó David Pallister riporter írta 1990 decemberében, hogy miután Franciaország kapitulált, egy fegyveres gerillahálózat épült ki. Ez magában foglalta "Mad Mike" Calvert dandártábornokot és a skót gárda 5. zászlóalját, melyet eredetileg a szovjetek ellen terveztek bevetni Finnországban. Segédcsapatoknak ismerték őket, őrnagyuk Colin Gubbins volt, aki később az SOE-t is vezette. A segédcsapatok a belföldi erők főhadiszállása alá tartoztak, a Home Guard alá rejtve. Ezen egységeket arra az esetre készítették elő, ha a németek partra szállnának a brit szigeteken.
Egészen 1944-ig maradtak készenlétben. Számos tagjuk belépett a Special Air Service nevű osztagba, és így bevetésben vett részt 1944 végén. Az egységek léte nem volt köztudott a kilencvenes évekig, annak ellenére, hogy már 1968-ban egy könyv kifejezetten ezzel a témával foglalkozott. Az elmúlt években több kutatás folyt a segédcsapatokról, mint például John Warwicker könyvei (Churchill's Underground Army és With Britain In Mortal Danger) és a Coleshill Auxiliary Research Team (CART) kutatócsoport által interneten is publikált munkák. A szépirodalomban Owen Sheers Resistance (2008) műve ismert, mely Walesben játszódik, és főszereplője a segédcsapatok egy alakja, aki a német invázióra készül.

## Fordítás
Ez a szócikk részben vagy egészben  az   Operation Gladio című angol Wikipédia-szócikk ezen változatának fordításán alapul.  Az eredeti cikk szerkesztőit annak laptörténete sorolja fel. Ez a jelzés csupán a megfogalmazás eredetét és a szerzői jogokat jelzi, nem szolgál a cikkben szereplő információk forrásmegjelöléseként.